# Renno Roelandt
Renno Roelandt, (26 augustus 1950) is een Belgische voormalige atleet, die zich had toegelegd op de sprint. Hij nam eenmaal deel aan de Europese kampioenschappen en veroverde twee Belgische titels.

## Biografie

### Atleet
Renno Roelandt behaalde in 1976 zijn eerste Belgische titel op de 200 m. Twee jaar later volgde een tweede titel en nam hij deel aan de Europese kampioenschappen in Praag. Hij gaf op in de reeksen.

### Sportdokter en dopingbestrijder
Roelandt studeerde sportgeneeskunde aan de Vrije Universiteit Brussel. Hij was verschillende malen als dokter van de Belgische ploeg aanwezig bij internationale kampioenschappen. Hij werd dopingbestrijder en lid van het antidopingagentschap WADA.

### BOIC
Roelandt maakte ook carrière bij het Belgisch Olympisch en Interfederaal Comité, waar hij het tot ondervoorzitter schopt. Eind 2008 komt hij in opspraak als spurters Erik Wijmeersch en Nathan Bongelo beweren, dat hij hen doping aanbevolen had. Hij weigerde om ontslag te nemen, maar stelde zich midden 2009 niet meer verkiesbaar.

### Clubs
Roelandt was net als zijn broer Danny Roelandt aangesloten bij Eendracht Aalst. Hij werd daar later voorzitter.

## Belgische kampioenschappen
| Onderdeel | Jaar       |
| --------- | ---------- |
| 200 m     | 1976, 1978 |

## Persoonlijke records
Handgestopt
| Onderdeel | Prestatie | Datum             | Plaats              |
| --------- | --------- | ----------------- | ------------------- |
| 100 m     | 10,3 s    | 30 juli 1972      | Brasschaat          |
| 200 m     | 20,6 s    | 4 juni 1976       | Charleroi           |
| 400 m     | 46,4 s    | 21 september 1980 | Watermaal-Bosvoorde |

Elektronisch
| Onderdeel | Prestatie | Datum        | Plaats |
| --------- | --------- | ------------ | ------ |
| 100 m     | 10,48 s   | 1978         |        |
| 200 m     | 20,86 s   | 11 juni 1978 | Rijsel |
| 400 m     | 47,03 s   | 1979         |        |

## Palmares

### 100 m
- 1978:  BK AC – 10,58 s

### 200 m
- 1975:  BK AC – 21,66 s
- 1976:  BK AC – 21,32 s
- 1977:  BK AC – 21,58 s
- 1978:  BK AC – 20,96 s
- 1978: DNF EK in Praag
- 1981:  BK AC – 21,39 s